# Canto de La Pasión de Orihuela
El Canto de La Pasión es una obra literaria y musical anónima del siglo XVIII. Forma parte de las acciones cuaresmales de Orihuela (Alicante). Fue declarado Bien de Interés Cultural en 2019.

## Características musicales
El Canto es una composición a cuatro voces (bajo, barítono, tenor primero, tenor segundo). Está dividido en tres partes: Jueves Santo, Colativas y Ave María, y compuesto por ocho quintillas de versos octosílabos. Nos cuenta los últimos pasajes de la Pasión de Cristo.
La tradición nos habla que se creó por un hermano de la Orden de la Santísima Trinidad, en el siglo XVIII. Juan Sansano también es de esa opinión, aunque Joaquín Martínez Campillo apoya la versión de Federico Rogel sobre la copia de un códice procedente del siglo XV.

Una cantiga sobrecogedora, tristísima y llena de ternura. Es un "Tresnos" griego, un "Réquiem" solemne, pero no obstante de un auténtico colorido dramático popular. Insospechadas cadencias; "malismas" quizá de origen árabe (...) llamado "La Pasión".
Emilio Fornet de Asensi

La primera nota escrita sobre el Canto de La Pasión nos lleva a 1758, fecha que menciona José Montesinos Pérez de Orumbella. La tradición oral del Canto la pasa a partitura Federico Rogel en 1880.

## Texto del Canto de La Pasión

### Jueves Santo
Jueves Santo. De mañana,
antes de salir el sol,
iba el Rey de las almas
contemplando su Pasión
con la Reina Soberana.

### Colativas
1) Por ventanas y balcones
mucha gente se asomaba,
al tropel de los sayones.
¡Qué muera Jesús -clamaban-
en medio de dos ladrones!
2) Un abrazo muy cruel
le dio a Jesús el vil Judas,
y también le dio a beber
el cáliz de la amargura:
vino mezclado con hiel.
3) Un cordel a la garganta
lleva el Divino Cordero;
y delante un pregonero
que su infame voz levanta
contra Jesús Nazareno.
4) Viernes Santo, ¡qué dolor!
Fue Cristo crucificado,
alma mía, por tu amor,
allá en el Monte Calvario,
por salvar al pecador.
5) Viernes Santo, ¡qué dolor!
El más brillante lucero
perdió todo su esplendor
a la sombra de un madero,
por salvar al pecador.
6) DESPEDIDA
Quedaos con Dios, Madre mía;
vuestra bendición espero,
porque ha llegado ya el día
que, enclavado en un madero,
se cumplan las profecías.

### Seguidillas
Se interpretaron años atrás, dentro del Canto de La Pasión, entre las Colativas y el Ave María.
Pilatos la sentencia
a Cristo le dio.
En una zafa de agua
sus manos lavó
eso lo hizo pensando
que con ello quedaba limpio.
Jesucristo en el huerto
no cogió flores
que derramó su sangre
por pecadores.
A las tres horas muere
bien se decía
quedó el mundo en temblores
sin luz el día.

### Ave María
Dios te salve María
llena eres de gracia
el Señor es contigo
y bendita tú eres
entre todas las mujeres
y bendito es el fruto
de tu vientre, Jesús.

## Los Cantores de La Pasión
Hay noticias de cuartetos que interpretan el Canto de la Pasión desde el año 1846, sucediéndose distintas formaciones a lo largo de los años. A partir de 1927 se recupera el grupo conocido como Cantores de la Pasión. D. Vicente Perpiñán, Maestro de Capilla de La S.I. Catedral de Orihuela, junto a D. José Casto Rodríguez, plasmaron en partitura en 1.925-1.926 la transmisión oral del canto. A partir de ahí en 1.927 será D. José Casto Rodríguez quien forme y dirija el cuarteto encargado de recuperar el Canto de La Pasión, como podemos comprobar en el artículo publicado en "El Pueblo de Orihuela" 1.928:
"Después de algunos años, reaparecerá esta Semana Santa el tradicional canto de “La Pasión”; hemos oído los ensayos que varios señores hacen para recorrer nuestra ciudad, pregonando los principales misterios de nuestra redención, y esta misma noche saldrán, después de obsequiar a nuestro amantísimo Prelado, a cantar la Pasión de Nuestro Señor Jesucristo. El coro a cuatro voces lo forman los Sres. Cánovas (don Guillermo), Moreno (don Monserrate), López (don Alvaro) y Zaragoza (don Rafael) dirigidos por don José Casto Rodríguez"[2] . En 1953, cuando aparecen las partituras de Rogel, se forma el segundo grupo, conocido como Cantores de la Primitiva Pasión "Federico Rogel".